# 270 a.C.
Il 270 a.C. (CCLXX a.C. in numeri romani) è un anno  del III secolo a.C.

## Eventi
- Gerone diventa tiranno di Siracusa.

## Nati
- Asdrubale Maior, generale e politico cartaginese († 221 a.C.)

## Morti
- Alessi, commediografo greco antico (n. 372 a.C.)
- Manio Curio Dentato, romano (n. 330 a.C.)
- Duride di Samo, storico greco antico (n. 340 a.C.)
- Epicuro, filosofo greco antico (n. 341 a.C.)
- Lucio Cornelio Scipione Barbato, politico e militare romano (n. 337 a.C.)
- Menecrate di Efeso, poeta e filosofo greco antico (n. 330 a.C.)
- Patrocle, militare e geografo macedone antico (n. 312 a.C.)